# كوثر
كوثر أو كوثر وحسيس اسمه يعني القادر، ومن ألقابه الماهر، هو أحد الآلهة القديمة، وأحياناً يظهر في النصوص ككائن خليط بين الإله والإنسان في الأساطير الأوغاريتية، وهو صانع ومُكتشف ومُحضر (من حضارة)، وهو أيضاً حداد وصانع أدوات وموسيقي وبحار، فمن أعماله صناعة عتاد بعل في حربه ضد يم، كما أنه ابتكر شي الطوب ليصبح آجراً، سكب الفضة واشتغل الذهب والنحاس، كما صنع الأزاميل وقدور النحاس، وصاغ الحُلي بربطه اللازورد مع المعادن الثمينة، وصنع الأجراس وآلات موسيقية أخرى.

وكونه بحاراً فقد جاب البحار الواسعة، حيث التنانين والعفاريت التي توجب عليه هزمها، وأبحر إلى «كافترو» ربما لقبرص و«حكفت» ربما المقصود مصر.